# Ringer-Weltmeisterschaften 1985
Die Ringer-Weltmeisterschaften 1985 fanden nach Stilart getrennt an unterschiedlichen Orten statt. Dabei wurden die Ringer in jeweils zehn Gewichtsklassen unterteilt.

## Griechisch-römisch
Die Wettkämpfe im griechisch-römischen Stil fanden vom 8. bis zum 11. August 1985 in Kolbotn statt. Von den sowjetischen Ringern, die an den Start gegangen waren, verpasste lediglich Kamandar Madschydau als Sechstplatzierter in der Gewichtsklasse -62 kg einen Medaillenrang.

### Medaillengewinner
| Klasse  | Gold                       | Silber                | Bronze           |
| ------- | -------------------------- | --------------------- | ---------------- |
| -48 kg  | Məhəddin Allahverdiyev     | Bratan Zenow          | Csaba Vadász     |
| -52 kg  | Jon Rønningen              | Minseit Tasetdinow    | Mihai Cișmaș     |
| -57 kg  | Stojan Balow               | Howhannes Harutjunjan | Amadoris Labrada |
| -62 kg  | Schiwko Wangelow Atanassow | Bogusław Klozik       | Gheorghe Savu    |
| -68 kg  | Ștefan Negrișan            | Michail Prokudin      | James Martinez   |
| -74 kg  | Michail Mamiaschwili       | Ștefan Rusu           | Jouko Salomäki   |
| -82 kg  | Bogdan Daras               | Abdulbassir Battalow  | Klaus Mysen      |
| -90 kg  | Michael Houck              | Igor Kanygin          | Atanas Komtschew |
| -100 kg | Andrej Dimitrow            | Tamás Gáspár          | Anatol Fedarenka |
| -130 kg | Igor Rostorozki            | Ioan Grigoraș         | Rangel Gerowski  |

### Medaillenspiegel
| Rang | Land               | Gold | Silber | Bronze |
| ---- | ------------------ | ---- | ------ | ------ |
| 1    | Sowjetunion        | 3    | 5      | 1      |
| 2    | Bulgarien          | 3    | 1      | 2      |
| 3    | Rumänien           | 1    | 2      | 2      |
| 4    | Polen              | 1    | 1      | 0      |
| 5    | Norwegen           | 1    | 0      | 1      |
|      | Vereinigte Staaten | 1    | 0      | 1      |
| 7    | Ungarn             | 0    | 1      | 1      |
| 8    | Finnland           | 0    | 0      | 1      |
|      | Kuba               | 0    | 0      | 1      |

## Freistil
Die Wettkämpfe im freien Stil fanden vom 10. bis zum 13. Oktober 1985 in Budapest statt. Von den sowjetischen Ringern, die an den Start gegangen waren, verpassten lediglich Wladimir Djugutow in der Gewichtsklasse -74 kg und Robert Tibilow in der Gewichtsklasse -90 kg als jeweils Viertplatzierte Medaillenränge.

### Medaillengewinner
| Klasse  | Gold                   | Silber                           | Bronze              |
| ------- | ---------------------- | -------------------------------- | ------------------- |
| -48 kg  | Chol-Hwan Kim          | Majid Torkan                     | Wassili Gogolew     |
| -52 kg  | Walentin Jordanow      | Minatulla Mugutdinowitsch Daibow | Mitsuru Satō        |
| -57 kg  | Sergei Beloglasow      | Kevin Darkus                     | Georgi Kaltschew    |
| -62 kg  | Wiktor Alexejew        | Awirmediin Enchee                | Alben Kumbarow      |
| -68 kg  | Arsen Fadsajew         | Bujandelgeriin Bold              | Pat Sullivan        |
| -74 kg  | Raúl Cascaret          | David Schultz                    | Lodoin Enchbajar    |
| -82 kg  | Mark Schultz           | Alexandar Nanew                  | Alexander Tambowzew |
| -90 kg  | William Scherr         | Roland Dudziak                   | Ali Aliew           |
| -100 kg | Leri Chabelowi         | Clark Davis                      | Uwe Neupert         |
| -130 kg | Dawit Gobedschischwili | József Balla                     | Bruce Baumgartner   |

### Medaillenspiegel
| Rang | Land                            | Gold | Silber | Bronze |
| ---- | ------------------------------- | ---- | ------ | ------ |
| 1    | Sowjetunion                     | 5    | 1      | 2      |
| 2    | Vereinigte Staaten              | 2    | 2      | 1      |
| 3    | Bulgarien                       | 1    | 1      | 3      |
| 4    | Kuba                            | 1    | 0      | 0      |
|      | Nordkorea                       | 1    | 0      | 0      |
| 6    | Mongolei                        | 0    | 2      | 1      |
| 7    | Deutsche Demokratische Republik | 0    | 1      | 1      |
|      | Kanada                          | 0    | 1      | 1      |
| 9    | Iran                            | 0    | 1      | 0      |
|      | Ungarn                          | 0    | 1      | 0      |
| 11   | Japan                           | 0    | 0      | 1      |